# Goux-les-Usiers
Goux-les-Usiers korábbi község (település) Franciaországban, Doubs megyében. 2024. január 1-jén Bians-les-Usiers és Sombacour községgel egyesült és Val-d’Usiers új község része lett.
Lakosainak száma 791 fő (2021. január 1.). Goux-les-Usiers Ouhans és Vuillecin községekkel határos.

## Népesség
A település népességének változása:
| Lakosok száma | 532  | 574  | 565  | 637  | 714  | 722  | 737  | 745  | 763  | 791  |
|               | 1968 | 1982 | 1990 | 2006 | 2011 | 2015 | 2016 | 2018 | 2019 | 2021 |